# باينايلا ترازمونتي
بلدية باينايلا ترازمونتي (بالإسبانية: Pinilla Trasmonte)‏، هي إحدى بلديات مقاطعة برغش، التي تقع في منطقة قشتالة وليون، والتي تقع في شمال غرب إسبانيا.
يبلغ عدد سكانها 219 نسمة وفقاً لإحصائية سنة (2002).